# Parque de Santurtzi
El parque de Santurtzi, también conocido como parque de Santurce o parque Central, es un parque urbano inaugurado en 1918 situado junto a la ría de Bilbao en Santurce, Vizcaya (España).

## Descripción
Allí se encuentran árboles no habituales en el País Vasco: una secuoya gigante, cedros del Himalaya, arbustos japoneses y palmeras de América y de África, entre otras especies.
En el centro del parque hay un quiosco construido en 1917, con mosaicos policromados con imágenes de municipios de alrededor de la ría y de sardineras. El quiosco es utilizado por la Unión Musical Vizcaína, la banda de música de la localidad, para sus conciertos en época estival.
Al lado del parque se encuentra una ampliación del mismo conocida popularmente como "parque de las Olas".